# Säbrå socken
Säbrå socken i Ångermanland ingår sedan 1971 i Härnösands kommun och motsvarar från 2016 Säbrå distrikt.
Socknens areal är 237,80 kvadratkilometer, varav 228,40 land. År 2000 fanns här 5 843 invånare. En del av tätorten Härnösand, tätorten Älandsbro samt kyrkbyn Säbrå med sockenkyrkan Säbrå kyrka ligger i socknen. 

## Administrativ historik
Säbrå socken har medeltida ursprung. Tidigt utbröts Härnö socken.
Vid kommunreformen 1862 övergick socknens ansvar för de kyrkliga frågorna till Säbrå församling och för de borgerliga frågorna bildades Säbrå landskommun. Landskommunen utökades 1952 och uppgick 1969 i Härnösands stad som 1971 ombildades till Härnösands kommun.
1 januari 2016 inrättades distriktet Säbrå, med samma omfattning som församlingen hade 1999/2000.  
Socknen har tillhört fögderier, tingslag och domsagor enligt vad som beskrivs i artikeln Ångermanland.  De indelta båtsmännen tillhörde Andra Norrlands förstadels båtsmanskompani.

## Geografi
Säbrå socken ligger vid kusten och Älandsfjärden, närmaste väster om Härnösand och kring Gådaån och omfattande också ön Lungön. Socknen är en kustbygd med mindre odlingsbygder vid sjöarna och är i övrigt en kuperad sjörik skogs- och bergsbygd.
Härnösandsstadsdelarna Bondsjöhöjden samt Haga ligger inom Säbrå socken, som i övrigt inom sitt område har samhällen som Älandsbro, Ytterfälle, Fällöviken, Fröland, Lenånger, Västerbrån, Österbråm, Saltvik, Ramsås, Själand, Solum, Furuhult, Aspnäs, Ulvvik, Innerfälle samt Sundhamn på ön Lungön. Den sistnämnda ön ligger längst i nordost ute i havsbandet och avskiljs av Lungösundet från Hemsön i Hemsö socken i nordost. I norr ligger Högsjö socken. Längst i nordväst gränsar socknen mot Viksjö socken och i väster ligger i huvudsak Stigsjö socken. I sydost vid europaväg 4 och till Södra Sundets mynning i havet, gränsar socknen mot Häggdångers socken.
Några hundra meter nedanför Säbrå kyrka ligger den så kallade Franzéns kulle, på vars topp Franz Michael Franzén, biskop i Härnösands stift 1834-1847, anlade en mur av natursten, vilken kläddes med torv och utgjorde sittplatser där Franzén kunde sitta och dikta samt meditera. På kullens topp finns en två meter hög minnessten. Franzén gick under namnet "Skaldebiskopen" och bodde med sin hustru i "Säbrå prebendegård".
Samer från Frostvikens samebyar har vistats i socknen under sina vinterflyttningar med renar.

## Fornlämningar
Från stenåldern har anträffats cirka 15 boplatser vid kusten. Från bronsåldern har anträffats 80 gravar i form av kuströsetyp. Flertalet av dessa är belägna längs den tidens strandlinje. Från järnåldern finns ungefär 30 högar.

## Namnet
Namnet (1344 Sioboradh) innehåller efterleden rå kommer från radh, 'bygd'. Förleden sioboa, 'sjöbornas' är en inbyggarbeteckning, 'de som bor vid havet'.

## Befolkningsutveckling
| Befolkningsutvecklingen i Säbrå socken 1810–1990                                                         | Befolkningsutvecklingen i Säbrå socken 1810–1990 | Befolkningsutvecklingen i Säbrå socken 1810–1990 | Befolkningsutvecklingen i Säbrå socken 1810–1990 | Befolkningsutvecklingen i Säbrå socken 1810–1990 |
| --- | ------------------------------------------------ | ------------------------------------------------ | ------------------------------------------------ | ------------------------------------------------ |
| |                                                  |                                                  |                                                  |                                                  |
| År |                                                  |                                                  | Folkmängd                                        |                                                  |
| 1810 | 1810                                             |                                                  | 1 757                                            |                                                  |
| 1820 | 1820                                             |                                                  | 1 889                                            |                                                  |
| 1830 | 1830                                             |                                                  | 2 147                                            |                                                  |
| 1840 | 1840                                             |                                                  | 2 163                                            |                                                  |
| 1850 | 1850                                             |                                                  | 2 334                                            |                                                  |
| 1860 | 1860                                             |                                                  | 2 701                                            |                                                  |
| 1870 | 1870                                             |                                                  | 3 305                                            |                                                  |
| 1880 | 1880                                             |                                                  | 4 333                                            |                                                  |
| 1890 | 1890                                             |                                                  | 4 946                                            |                                                  |
| 1900 | 1900                                             |                                                  | 4 588                                            |                                                  |
| 1910 | 1910                                             |                                                  | 5 401                                            |                                                  |
| 1920 | 1920                                             |                                                  | 5 827                                            |                                                  |
| 1930 | 1930                                             |                                                  | 4 580                                            |                                                  |
| 1940 | 1940                                             |                                                  | 4 415                                            |                                                  |
| 1950 | 1950                                             |                                                  | 4 827                                            |                                                  |
| 1960 | 1960                                             |                                                  | 5 119                                            |                                                  |
| 1970 | 1970                                             |                                                  | 5 249                                            |                                                  |
| 1980 | 1980                                             |                                                  | 6 345                                            |                                                  |
| 1990 | 1990                                             |                                                  | 6 072                                            |                                                  |
| Anm: Källor: Umeå universitet - Tabellverket 1749-1859, Demografiska databasen, CEDAR, Umeå universitet. |                                                  |                                                  |                                                  |                                                  |